# Haruna Babangida
Haruna Babangida (Kaduna, 1982. október 1. –) nigériai labdarúgó-középpályás. 10 testvér közül a nyolcadik, bátyjai közül Tijani Babangida és Celestine Babayaro olimpiai bajnok és világbajnoki résztvevő, Ibrahim Babangida pedig utánpótlás-válogatott volt.